# Rafael Sánchez Mazas
Rafael Sánchez Mazas (Madrid, 18 de febrero de 1894-Madrid, 18 de octubre de 1966) fue un periodista, novelista, escritor y ensayista español, conocido por ser miembro fundador del partido Falange Española y acuñador de la consigna «¡Arriba España!».

## Biografía
Era hijo de Rosario Mazas Orbegozo y Máximo Sánchez Hernández, que falleció en el mismo año de su nacimiento por lo que su madre decidió trasladarse a Bilbao de donde era originaria. En dicha ciudad estudió con los escolapios y posteriormente con los jesuitas de Orduña y más tarde en el Colegio de los Sagrados Corazones de Miranda de Ebro. En 1910 regresó a su Madrid natal para iniciar estudios de Derecho en la 
Universidad Central. Finalmente consiguió licenciarse en dicha disciplina en el Real Centro Universitario María Cristina de San Lorenzo de El Escorial. Fue en dicho colegio donde conoció a Juan Ignacio Luca de Tena. 
En 1916 regresó a Bilbao. Un año antes había publicado Pequeñas memorias de Tarín. En esa época colaboró en la bilbaína revista  Hermes y en los diarios ABC, El Sol y El Pueblo Vasco. Participó en la Escuela Romana del Pirineo, creada por Ramón de Basterra en esa época. En 1921 estuvo en Marruecos como corresponsal de El Pueblo Vasco, donde coincidió con Indalecio Prieto. En 1922 Juan Ignacio Luca de Tena envió a Roma a Sánchez Mazas para que elaborara crónicas para el diario ABC. Desde allí siguió el proceso fascista desde sus primeros artículos durante los siete años (1922-1929) que estuvo como corresponsal, periodo en el que se casó con Liliana Ferlosio, con quien tuvo cinco hijos: el matemático y filósofo Miguel Sánchez Ferlosio; el escritor Rafael Sánchez Ferlosio; Gabriela Sánchez Ferlosio (quien se casó con el escritor y editor Javier Pradera); Máximo, que falleció prematuramente, y el cantautor Chicho Sánchez Ferlosio.
A su regreso a Madrid en 1929, Rafael Sánchez Mazas es ya un escritor consagrado y un articulista prestigioso. Es en esa época cuando coincidió en la capital con Eugenio Montes y Mourlane Michelena. Junto a ellos y a otras figuras literarias, como Agustín de Foxá y Ernesto Giménez Caballero, formó parte del grupo literario que rodeó a José Antonio Primo de Rivera y solía reunirse en los sótanos del café Lion, en el espacio conocido como Zum Lustigen Walfisch. En febrero de 1933 colaboró en la fundación del semanario El Fascio, que fue inmediatamente prohibido. Más adelante, ese mismo año, participó en la fundación del Movimiento Español Sindicalista junto con José Antonio Primo de Rivera y el piloto Julio Ruiz de Alda. El 29 de octubre de ese mismo año se fundó Falange Española, integrándose Sánchez Mazas en su Junta Directiva. Hasta el estallido de la guerra civil española tuvo un papel muy activo. En febrero de 1934 compuso Oración por los muertos de la Falange.
En marzo de 1936 fue detenido junto a otros dirigentes de Falange, y posteriormente trasladado a la cárcel Modelo. Pudo salir con la excusa de conocer a su hijo recién nacido gracias a un permiso especial. Aprovechó el permiso para huir a Portugal, pero el propio José Antonio le obligó a regresar. 

### La Guerra Civil
El estallido de la guerra civil, en julio de 1936, le sorprendió en Madrid. El tradicionalista Manuel González-Quevedo le habría ofrecido refugio. Tras una detención fue puesto en libertad gracias a la intervención de Indalecio Prieto. Finalmente se refugió en la Embajada de Chile. Durante el año que pasó refugiado allí, escribió su novela Rosa Krüger en formato de folletín diario, que todas las noches leía al resto de refugiados. En el otoño de 1937 salió clandestinamente de Madrid con intención de llegar a Francia, pero el 29 de noviembre fue detenido en Barcelona. 
Según algunas fuentes, estuvo preso en el barco Uruguay, fondeado en el puerto de dicha ciudad hasta el 24 de enero de 1939, cuando fue conducido al santuario de Santa María del Collell junto a otros prisioneros para ser asesinado. El 30 de enero escapó de un fusilamiento en masa, refugiándose en una masía de Cornellá del Terri (Gerona), junto a tres soldados republicanos que habían huido de la retirada, pasando con ellos a zona sublevada (este episodio es la base sobre la que se asienta la narración de la novela Soldados de Salamina de Javier Cercas). Fuentes no literarias, incluso libros de la derecha española, como el Diccionario de la Falange, no hablan de tal fusilamiento, sino de un «rescate»[cita requerida].
El modo en que se libró del fusilamiento durante su encarcelamiento inspiró la novela de Javier Cercas, Soldados de Salamina (2001), y la película del mismo título dirigida por David Trueba. Eugenio Montes le dedicó un artículo con ocasión de la llegada a la Ciudad Condal, en el que lo describe «... Con pelliza de pastor y pantalón mahón agujereado de balazos, y ese color centeno de extremeño, duro de huesos e increíble de alma, he aquí, milagroso y cierto, a Rafael Mazas... A Sánchez Mazas, el más antiguo falangista de todos los vivos y a la par el más nuevo porque llega, casi resurrecto, del otro mundo, después de un viaje dantesco por países de sueño y pesadilla, con prisiones, barcos fantasmas, cárceles en el mar y en la tierra firme, insomnios, hospitales, paredes frías, fusilamientos, fugas, bosques, y al término de la noche y de las lunas, el encuentro alborozado con nuestras tropas, libre por fin, en el lugar y el momento en que, junto a la sombra azul del Pirineo, se libera España...»
Junto a Rafael Sánchez Mazas, otras destacadas personalidades fueron trasladadas de Barcelona a la provincia de Gerona en enero de 1939 antes de que las tropas nacionales entrasen en la Ciudad Condal, como por ejemplo el oficial de intendencia Joaquín Jiménez de Anta y un camarada suyo mallorquín, quienes quedaron en libertad cuando el bando nacional conquistó el norte de Cataluña.

### Actividad tras la contienda

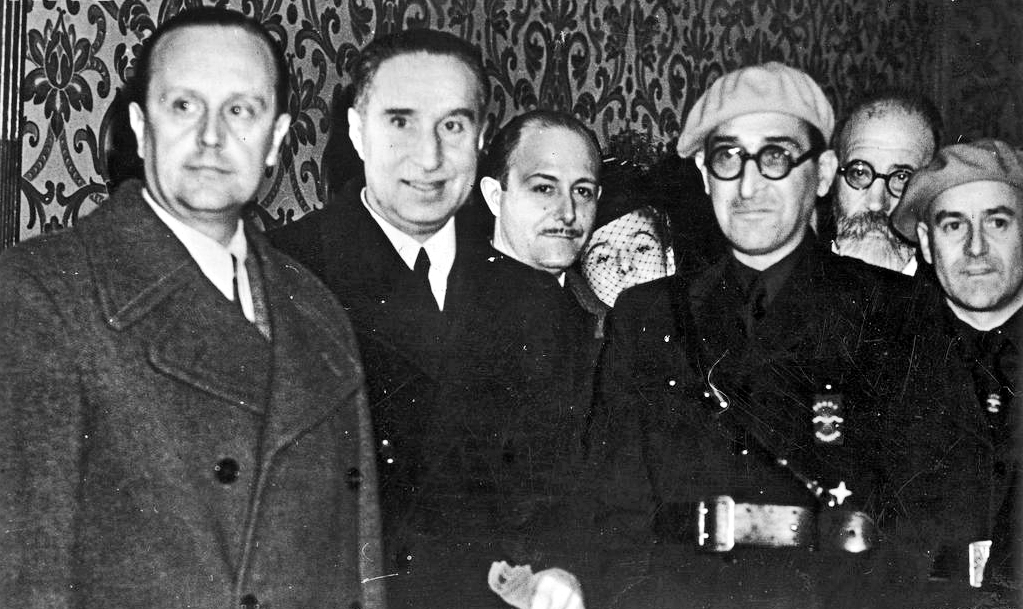
De izquierda a derecha, Raimundo Fernández-Cuesta, José de Yanguas Messía, José Finat y Escrivá de Romaní ("conde de Mayalde") y Rafael Sánchez Mazas durante una visita a Roma en 1939.

El 27 de mayo de 1939 fue nombrado delegado nacional del Servicio Exterior de Falange, cargo que ocupó hasta otoño de ese año. Entre agosto de 1939 y agosto de 1940 fue ministro sin cartera en el Gobierno del régimen de Franco, abandonándolo por propia iniciativa. En 1940 fue elegido miembro de la Real Academia Española, aunque no llegó a tomar posesión, y en 1951 fue nombrado Presidente del Patronato del Museo del Prado.
Intercedió a favor de varios de sus antiguos amigos aprovechando su cargo. El fruto más reconocido de esa labor es la intercesión a favor de la conmutación de la pena de muerte del poeta Miguel Hernández.
Junto a numerosísimos artículos periodísticos, en 1951 publicaba La vida nueva de Pedrito de Andía, en 1952, Cuatro lances de boda y en 1956 Las Aguas de Arbeloa y otras cuestiones. Póstumamente se publicó en 1971 Sonetos de un verano antiguo y otros poemas y en 1996 Rosa Krüger, una novela escrita durante su estancia como refugiado en la embajada de Chile en Madrid, pero que nunca llegó a publicar, a excepción de algunos capítulos en revistas literarias. En 1960 abandonó sus colaboraciones en el diario ABC, retirándose a su casa de Coria, herencia de una tía paterna. 
Falleció en Madrid en 1966 a consecuencia de un ataque de asma a los 72 años.

## Pensamiento
Corresponsal en Roma de ABC, admiraría desde fecha temprana el fascismo italiano. Francisco Morente coloca a Sánchez Mazas como representante de un nacionalismo de raigambre católica, tradicionalista y ultraconservadora que conviviría con otras posiciones dentro de la Falange anterior a la guerra civil. Sánchez Mazas remitió los orígenes doctrinales de la Falange al Imperio español del siglo XVI y puso en una escala de prioridades el amor a Dios por encima del amor a la patria.

## Obras

### Poesía
- XV Sonetos de Rafael Sánchez Mazas para XV esculturas de Moisés de Huerta. Lux, Bilbao 1917.
- Sonetos de un verano antiguo y otros poemas. Ed. Llibres de Sinera, Barcelona 1971.
- Poesías, edición de Andrés Trapiello. Ed. Comares, Granada 1990.

### Novelas
- Pequeñas memorias de Tarín, Bilbao 1915.
- La vida nueva de Pedrito de Andía. 1951.[23]
- Rosa Krüger, Ed. Trieste, Madrid 1984.

### Relatos
- Algunas imágenes del Renacimiento y del Imperio[24]
- Las aguas de Arbeloa y otras cuestiones
- Vaga memoria de cien años y otros papeles
- Apología de la Historia Civil de Bilbao
- Las tres edades de la política

### Política
- Rafael Sánchez Mazas. Antología falangista IV, Selección, introducción, notas e índices de Pedro José Grande Sánchez, SND Editores, 2021, 466 págs.

## Reconocimientos
- Gran Cruz de la Orden de Alfonso X el Sabio (1948)[25]
- Gran Cruz de la Orden de Cisneros (1952)[26]